# Петелин, Михаил Павлович
Михаил Павлович Петелин (23 октября 1906 года, Саратов, Российская Империя — 8 июня 1990 года, Москва, РСФСР) — советский учёный и организатор науки и производства в области морской радиолокации и систем управления ракетным вооружением кораблей ВМФ.

## Биография
В 1925—1931 работал в Саратове электромонтёром.
В 1931—1936 учился в Военной электротехнической академии связи им. С. М. Будённого.
С 1936 года инженер, руководитель заказов НИИ-10. В 1938—1939 годах был в научной командировке в США.
Был на партийной работе: начальник сектора, парторг ВКП(б) на заводе № 251 в Москве (1939—1943), инструктор ЦК ВКП(б) (1943—1945).
1945—1949 начальник отдела в комитетах № 2 и № 3 при СНК (Совете Министров) СССР
1949—1950 начальник 6-го главного управления Минпромсвязи.
1950—1953 член Бюро по машиностроению при Совете Министров СССР.
В 1953—1976 годах — директор НИИ-10 (с 1967 Всесоюзный научно-исследовательский институт радиоэлектроники — ВНИИРЭ, с 1972 ВНИИ «Альтаир».
Учёный и организатор науки и производства в области морской радиолокации и систем управления ракетным вооружением морских кораблей.
За время руководства институтом в нём созданы и поставлены на вооружение кораблей ВМФ несколько поколений систем и комплексов, среди которых 7 — удостоены Ленинской премии, 20 — Государственной премии СССР. За это время созданы или заложены основы корабельных ЗРК дальнего («С-300Ф»), среднего («Штиль») и ближнего («Клинок») рубежа, а также УРО типа «Москит-Е»

## Награды, премии и звания
- 1976 — Орден Октябрьской Революции
- 1968 — Государственная премия СССР
- 1966 — Заслуженный деятель науки и техники РСФСР
- 1963 — Орден Ленина
- 1957 — Орден Трудового Красного Знамени
- 1956 — Орден Трудового Красного Знамени